# Brudköpet
Se brudköp för begreppet.

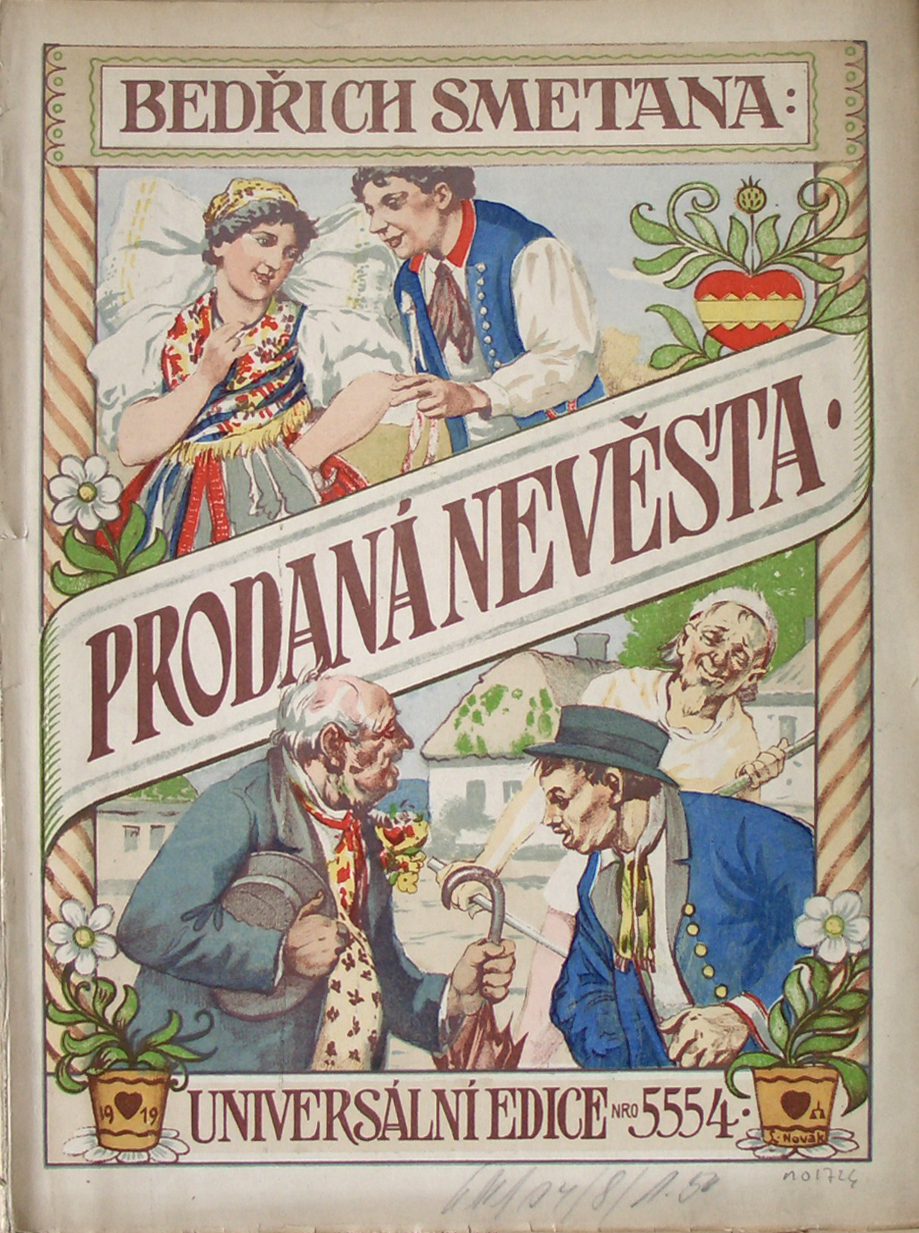
Omslaget till en tjeckisk utgåva av noterna från 1919.

Brudköpet (tjeckiska: Prodaná nevĕsta, engelsk titel: The Bartered Bride, tysk titel:Die verkaufte Braut) är en komisk opera i tre akter med musik av den tjeckiske tonsättaren Bedřich Smetana och libretto av Karel Sabina. 

## Historia
Innan Smetana vände sig till scenen hade han svärmat för Liszts symfoniska dikter. Hans första sceniska verk tillkom till följd av en operatävling som utlystes av greve Johann von Harrach 1861. Tävlingen var inriktad på att finna en opera skriven i nationell stil, som skulle uppföras vid invigningen av Provisoriska teatern i Prag, och för att tillgodose de kraven skrev Smetana Brandenburgarna i Böhmen. Kompositionsmässigt hämtade han tekniker från den franska och italienska operan. Enligt tidens mode utformade han recitativen på basis av den inhemska språkmelodin och gav därmed nationaloperan en avgörande impuls. Operan uruppfördes 5 januari 1866 efter tre års juryöverläggningar. Längre fram i livet sade Smetana att han hade skrivit Brudköpet för att motbevisa påståendet om att han efter den Wagnerpåverkade Brandenburgarna i Böhmen inte förmådde att skriva en komisk opera. Att det lyckades över all förväntan har tiden visat.
Redan 1863 presenterade han den nya operan genom ett uppförande av ouvertyren i arrangemang för fyrhändigt piano. I augusti var verket färdigskrivet, men utformningen motsvarade ännu inte hans föreställningar. 
Brudköpet hade sin urpremiär i Prag den 30 maj 1866. En indelning i tre akter verkade mer passande och Smetana utvidgade därför första aktens dansfinal. I juni 1869 var en ny version mogen för scenen. Också den blev föremål för ändringar och han byggde ut operan tills den hade fått sin slutliga form 1870 med recitativ i stället för den ursprungliga talade dialogen. Operan har blivit en riktig tjeckisk nationalopera bland annat eftersom Smetana använde tjeckiska dansrytmer som polka och furiant. Musiken är dessutom melodiös och därigenom tillgänglig och handlingen är munter och underhållande. Brudköpet har inte bara blivit en nationalopera utan är också den utan jämförelse mest spelade tjeckiska operan i utlandet.
Den svenska premiären ägde rum på Stockholmsoperan 1894 och den iscensattes åter med premiär den 2 mars 1928 och den 21 oktober 1943.

## Personer
- Krušina, förmögen bonde (baryton)
- Katinka, hans hustru (sopran)
- Mařenka, deras dotter (sopran)
- Micha, rik storbonde (bas)
- Háta, hans hustru (mezzosopran)
- Vašek, deras son (tenor)
- Jeník, son till Michas första hustru (tenor)
- Kecal, äktenskapsmäklare (bas)
- Cirkusdirektören (tenor)
- Esmeralda, cirkusprimadonna (sopran)
- Muff, en komediant (bas)
- Bondfolk och cirkusartister

## Handling

### Akt I
Ett bytorg med ett värdshus. De glada bönderna firar vårmarknaden. Endast Mařenka är bedrövad, eftersom hon ska gifta sig med den stammande Vašek. Hennes far Krušina har avtalat med Vašeks far, den rike godsägaren Micha, att hans dotter skall gifta sig med en av dennes söner. Eftersom sonen i första äktenskapet är försvunnen, återstår endast Vašek. Men Mařenka älskar främlingen Jeník. Denne bedyrar att han kommer från en solid borgerlig släkt och att en illasinnad styvmor har drivit honom hemifrån. Då blandar sig Kecal, äktenskapsmäklaren, i leken. Han vädrar möjligheten till ett rundligt honorar och insisterar på att trolovningen snabbt skall avgöras. Men Mařenka vill ha sin Jeník.

### Akt II
På värdshuset försöker Kecal få Jeník att ge upp tanken på äktenskap med Mařenka. Samtidigt avråder Mařenka den stammande Vašek från äktenskapet, som bara kommer att bringa honom olycka. Vašek blir förskräckt. Under tiden lyckas Kecal sluta ett fördelaktigt avtal: Jeník är mot en större penningsumma beredd att avstå från Mařenka. Men bara på ett villkor: att Mařenka måste gifta sig med en av Michas söner. Till allas bestörtning skriver Jeník under avtalet.

### Akt III
Ett kringresande cirkussällskap har anlänt till byn. Vašek har blivit förtjust i lindanserskan Esmeralda och klär för hennes skull ut sig till björn för att rädda cirkusen ur en penibel situation. Medan Vašek nu har funnit sin lycka, är Mařenka förtvivlad, eftersom hon nu har fått höra ryktet om att Jeník har avstått från henne för pengar. Men snart löser sig problemet: Micha känner i Jeník igen sin försvunne äldste son. Nu kan såväl överenskommelsen mellan Krušina och Micha som den mellan Jeník och Kecal hållas: Mařenka gifter sig med en av Michas söner - Jeník.

## Inspelningar (urval)
- The bartered bride. Neal Davies, Yvonne Howard, Susan Gritton, Geoffrey Moses. Philharmonia Orchestra. Royal Opera Chorus. Charles Mackerras, dirigent. Chandos 3128. 2 CD.[2]